# Автошлях О 022105
Автошля́х О 022105 (до 2019 року - Т 0234) — автомобільний шлях місцевого значення у Вінницькій області. Пролягає територією Тульчинського та Гайсинського районів через Торків — Брацлав — Ситківці — Леухи — межа області. Загальна довжина — 82.9 км.

## Маршрут
Автошлях проходить через такі населені пункти:
| Автошлях Т 0234    |        |
| Вінницька область  |        |
| Тульчинський район |        |
| Торків             | Т 0222 |
| Бортники           |        |
| Монастирське       |        |
| Брацлав            | Р08    |
| Грабовець          |        |
| Сорокодуби         |        |
| Гайсинський район  |        |
| Семенки            |        |
| Нижча Кропивна     | E50М12 |
| Ситківці           |        |
| Юрківці            |        |
| Привільне          |        |
| Шабельня           |        |
| Дашів              | Р33    |
| Китайгород         |        |
| Городок            |        |
| Чортория           |        |
| Леухи              |        |

На своєму шляху дорога тричі перетинає залізничну ділянку Вінниця — Гайворон.

## Галерея

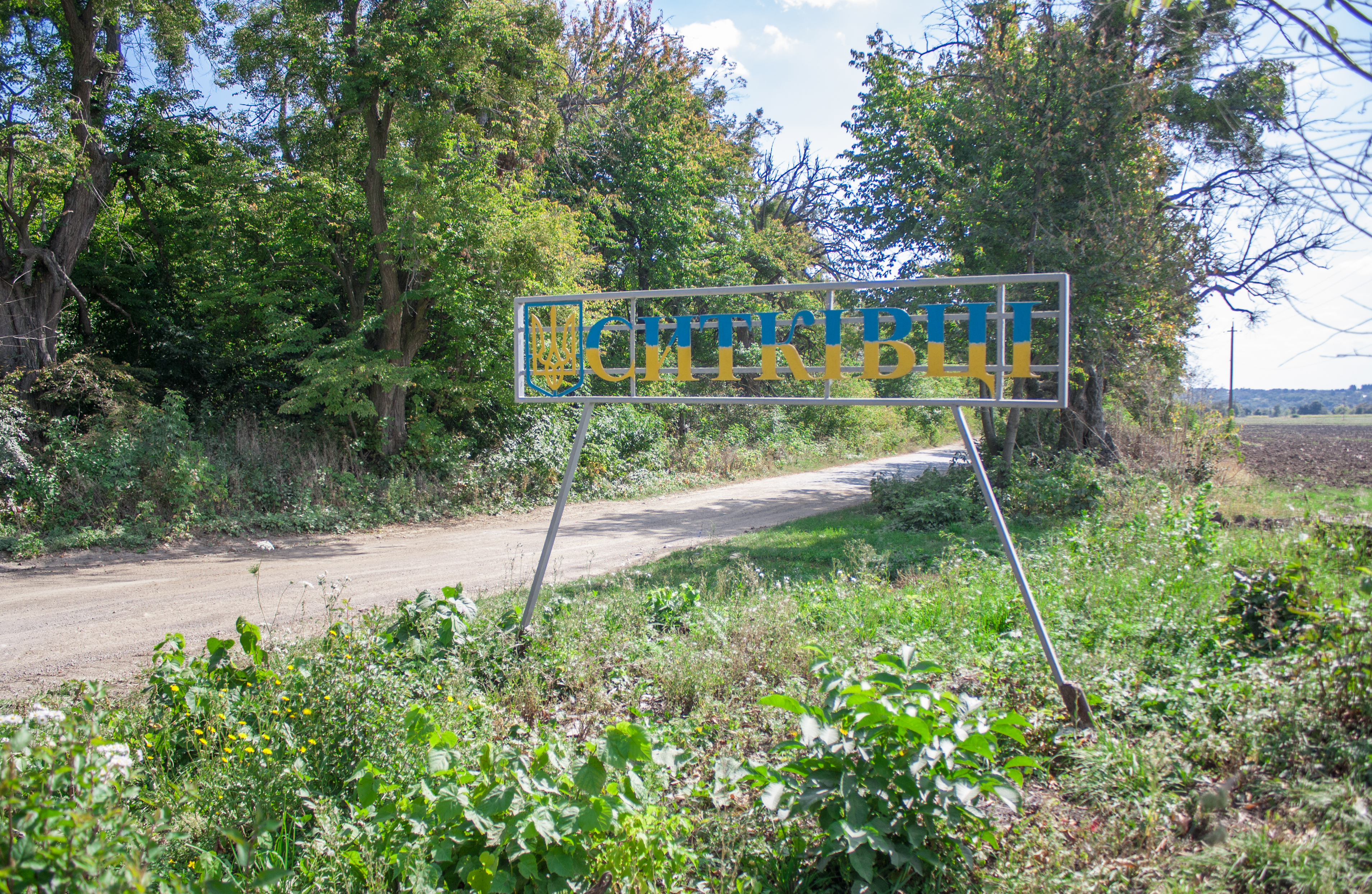
Автошлях при в'їзді у смт Ситківці
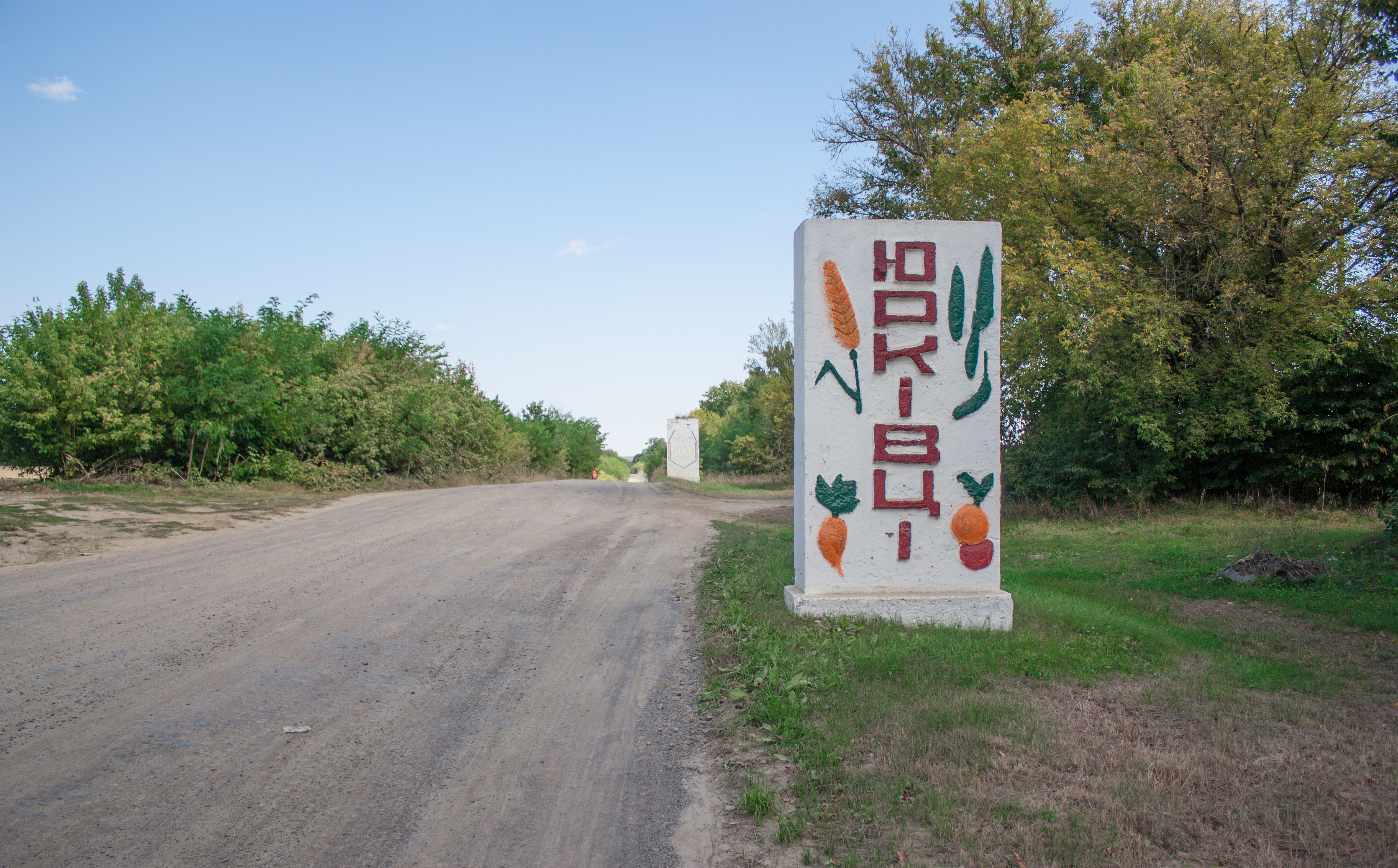
Автошлях при в'їзді в село Юрківці
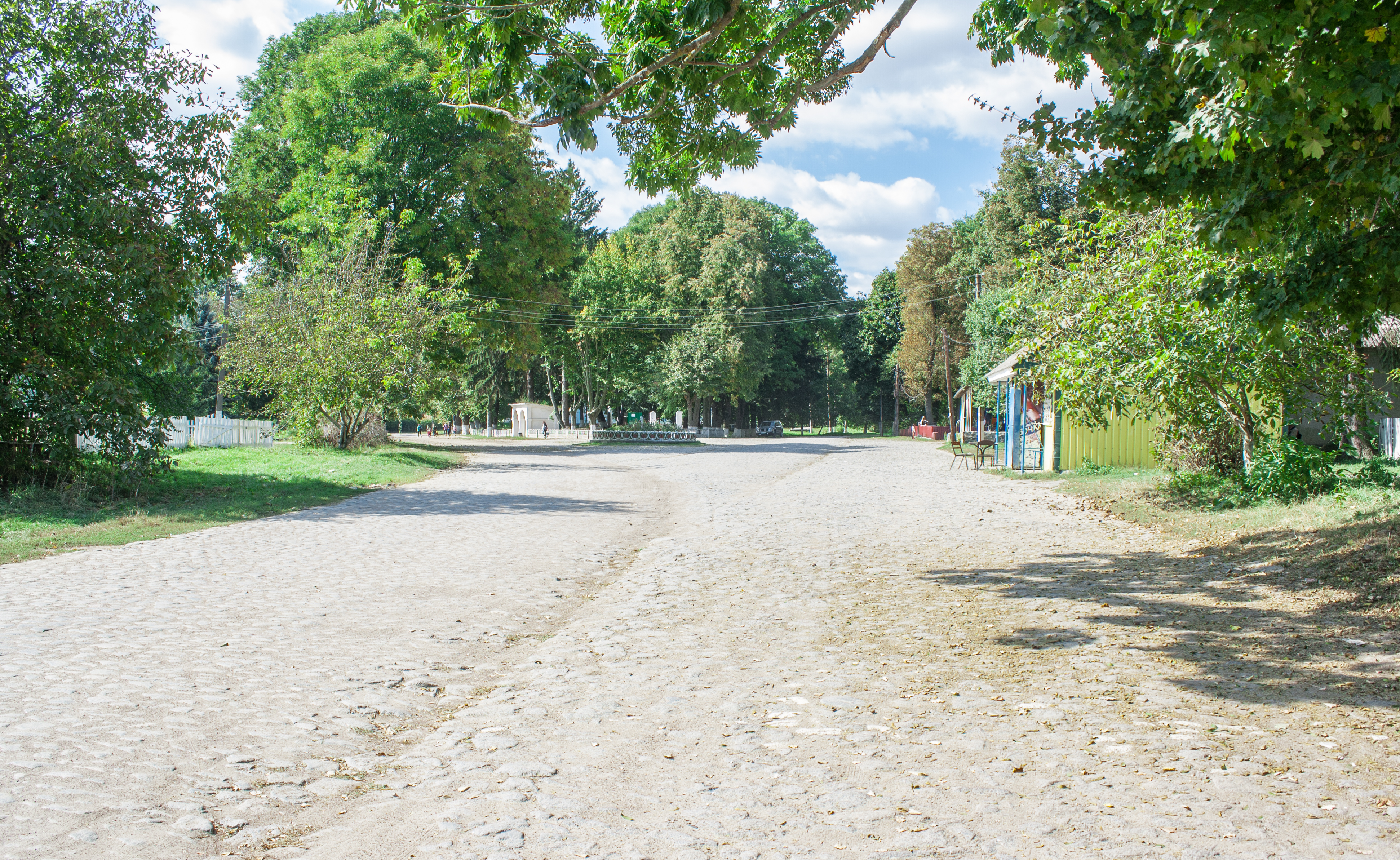
Автошлях в селі Юрківці
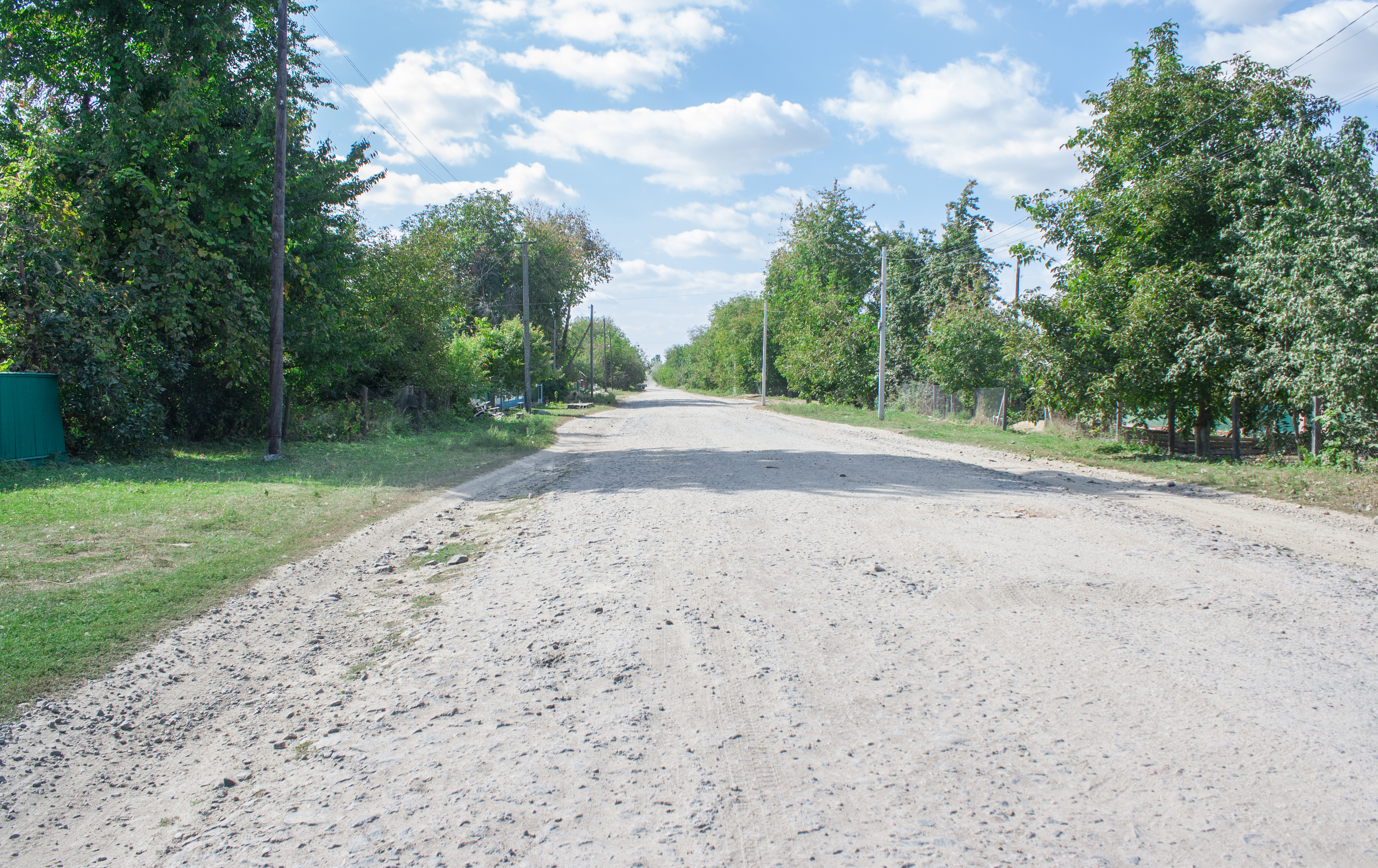
Автошлях в селі Привільне
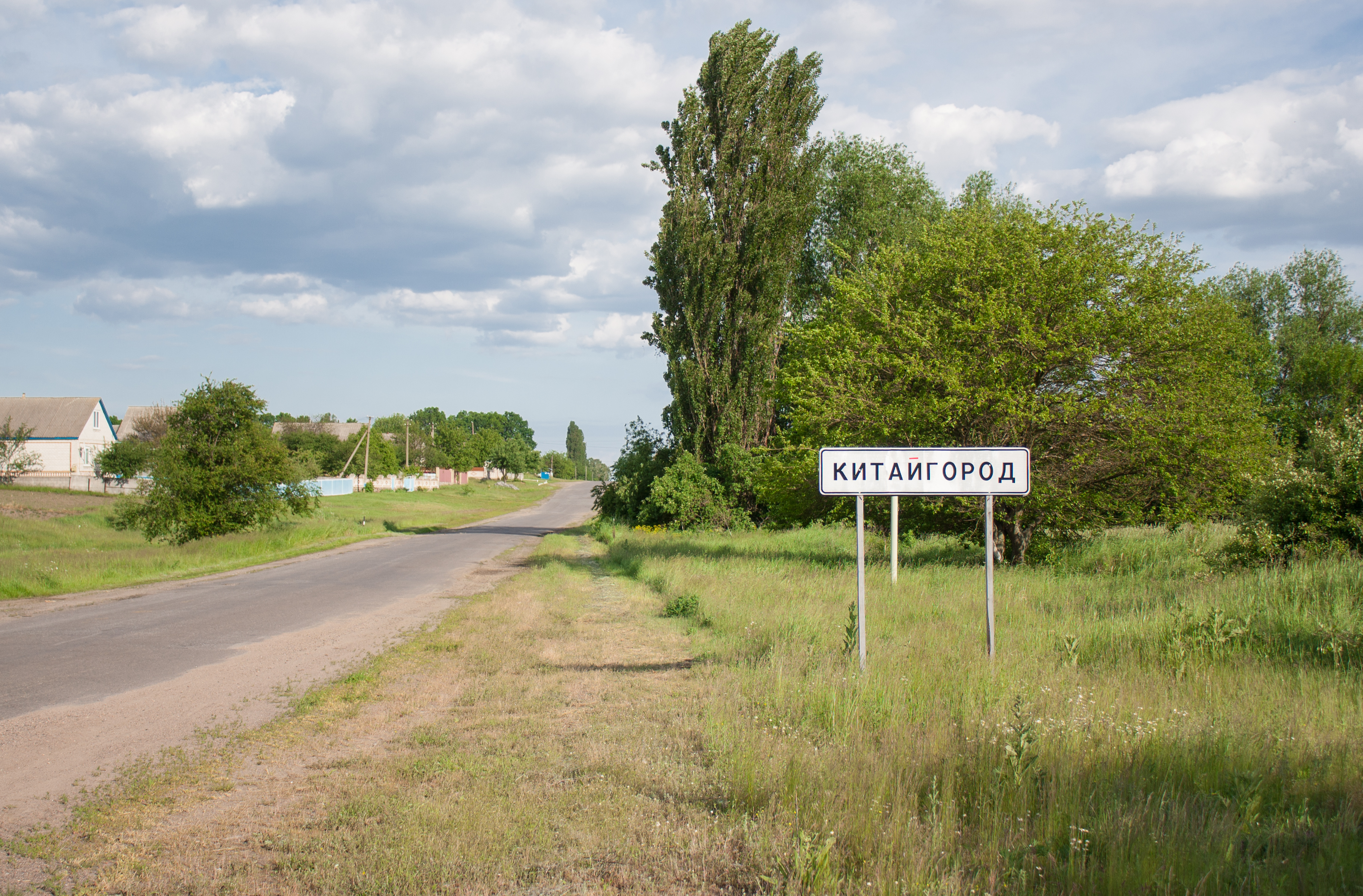
Автошлях при в'їзді в село Китайгород
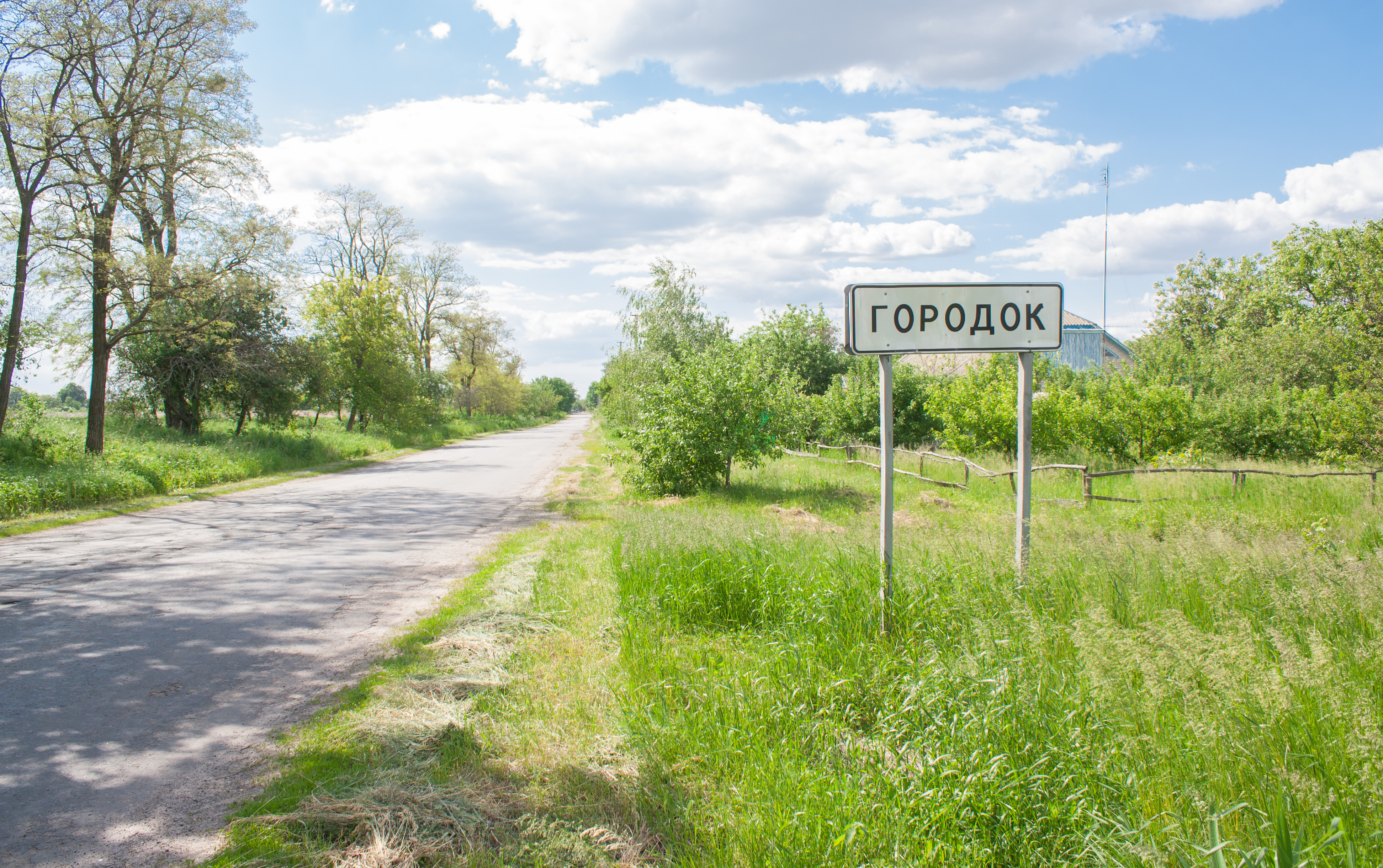
Автошлях при в'їзді в село Городок
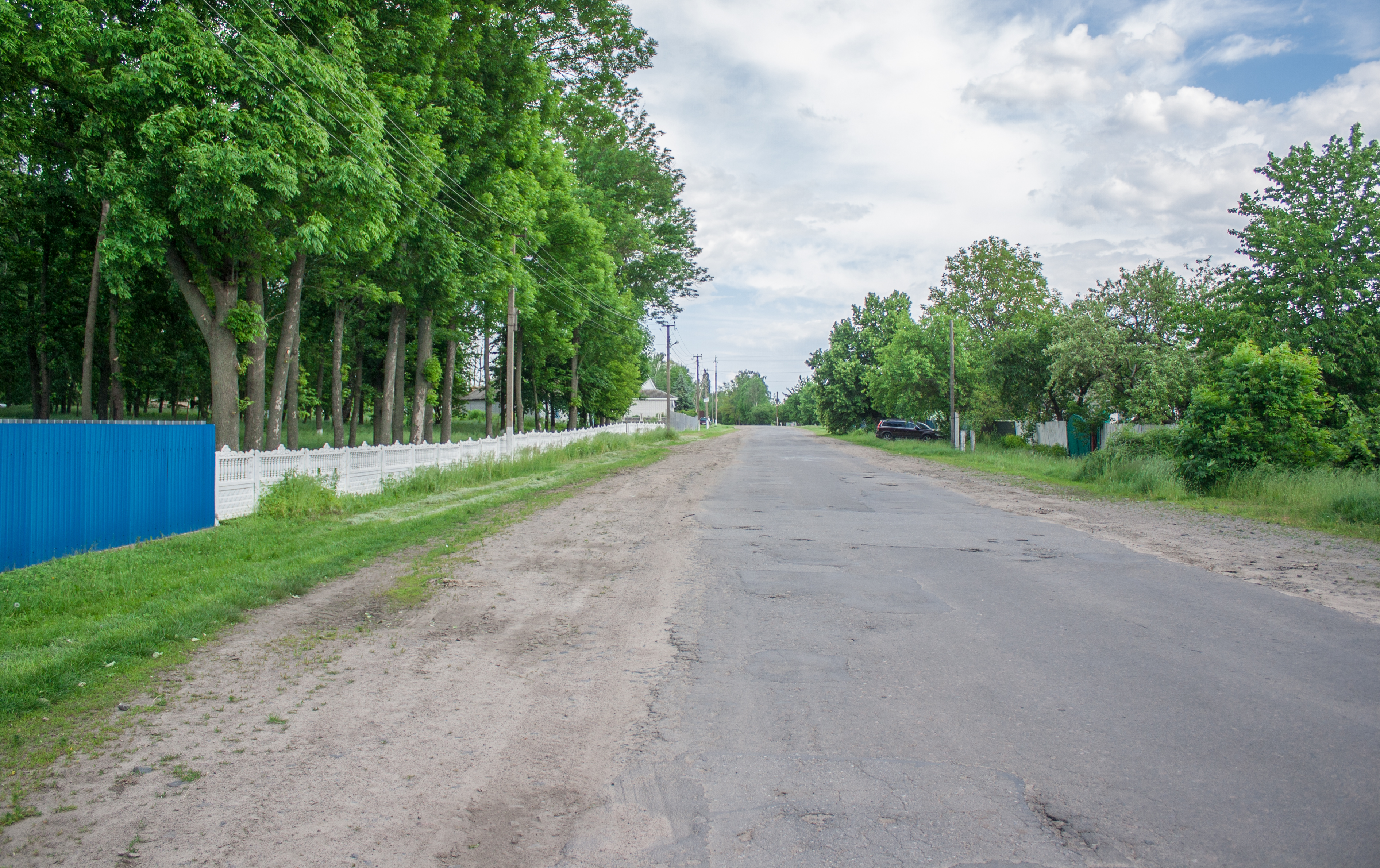
Автошлях в селі Чортория